# Karl August von Bergen
Karl August von Bergen, auch Carl August von Bergen – latinisiert Carolus Augustus de Bergen (* 11. August 1704 in Frankfurt (Oder); † 7. Oktober 1759 ebenda) war ein deutscher Anatom und Botaniker. Sein offizielles botanisches Autorenkürzel lautet „Bergen“.

## Leben

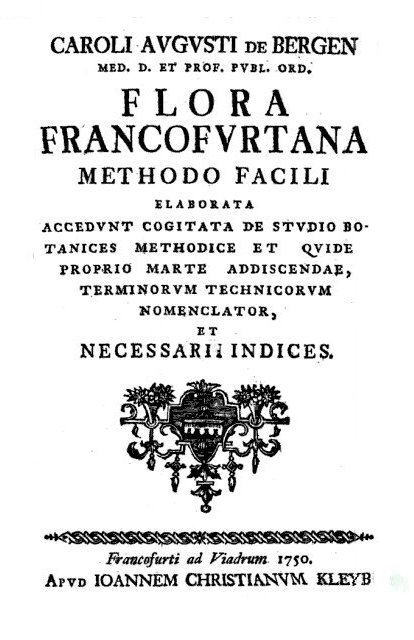
Titelseite der Flora Francofurtana, 1750

Karl August von Bergen war der Sohn des Anatomieprofessors Johann Georg von Bergen († 27. April 1738). Nach dem Besuch der Friedrichsschule (Gymnasium) in seiner Heimatstadt Frankfurt (Oder) studierte er zunächst Medizin an der Viadrina. Er wurde dort von seinem Vater und von dem Anatomen Andreas Ottomar Goelicke unterrichtet. Der 19-jährige von Bergen setzte seine Studien 1727 an  der Universität Leiden fort, wo er bei den Professoren Hermann Boerhaave (1668–1738), Bernhard Siegfried Albinus und s’Gravesende lernte. Ab 1729 bildete er sich beim Chirurgen Benedictus Boudon in Paris fort und ging anschließend nach Straßburg, um bei Johannes Salzmann (1679–1738) und Heinrich Albert Nicolai (1701–1733) zu studieren. 1730 kehrte er nach Frankfurt (Oder) zurück, wurde dort mit seiner Untersuchung De nervo intercostali am 13. Juli 1731 zum Doktor der Medizin promoviert und lehrte ab 1732 als außerplanmäßiger Professor an der Viadrina. Nach dem Tod seines Vaters erhielt er dessen Lehrstuhl für Anatomie und Botanik. Zu seinen Aufgaben gehörte seither die Betreuung des Botanischen Gartens, der 1678 von Johann Christoph Bekmann (1641–1717) gegründet worden war.
Als 1744 sein ehemaliger Lehrer, Prof. Goelicke, starb, übernahm er auch dessen Fächer, Pathologie und Therapie.

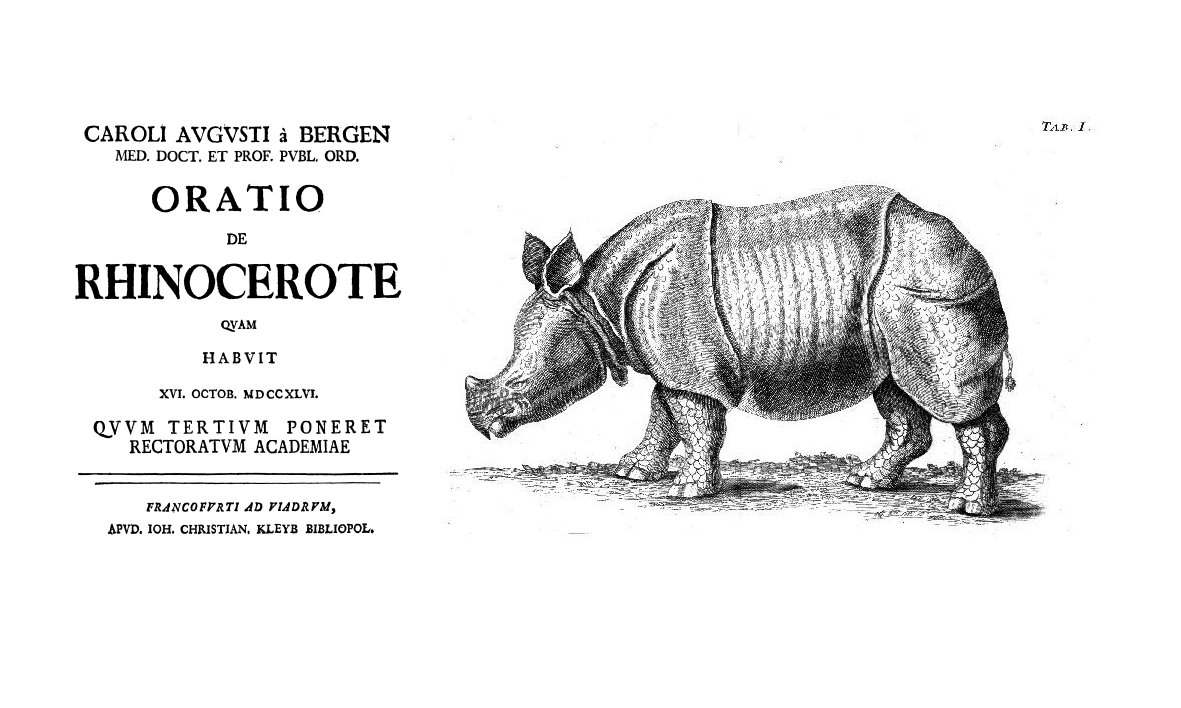
Titelseite und Tafel 1 der Oratio de rhinocerote, 1746

Neben zahlreichen medizinischen Veröffentlichungen befasste sich von Bergen auch mit botanischen und zoologischen Themen. Er schrieb eine Flora Francofurtana, Frankfurt (Oder), 1750. Zu seinen kuriosesten Arbeiten gehört ein Aufsatz über das Nashorn: Oratio de rhinocerote, quam habuit cum tertium deponeret rectoratum, Frankfurt (Oder), 1746.

## Familie
Am 2. April 1739 schloss er die Ehe mit Susanna Elisabeth Rhode. Mit ihr hatte er vier Kinder. Nach Susannas frühem Tod heiratete er am 29. September 1749 deren Schwester, Maria Elisabeth Rhode. Seine Schwester Luise von Bergen († 1746) heiratete den Berliner Pfarrer Johann Hermann Gronau.

## Ehrungen
Am 12. August 1752 wurde er mit dem akademischen Beinamen Philaretus II. zum Mitglied (Matrikel-Nr. 575) der Leopoldina gewählt.
Der Botaniker Conrad Moench benannte die Pflanzengattung der Bergenien (Bergenia) zu Ehren von Karl August von Bergen.